# Phacusa
Phacusa ou Phacuse est une ancienne ville d'Égypte antique, évoquée par plusieurs géographes de l'Antiquité. Selon Ptolémée, elle était la capitale du 20e nome. 
Sa situation géographique exacte a été débattue à l'époque moderne. Si celle-ci est actuellement assimilée à la ville de Faqus (ou Tell-Faqus), les égyptologues Henri Édouard Naville et Heinrich Karl Brugsch l'ont située à plus d'une vingtaine de kilomètres de là, à proximité du village de Saft el-Henneh. 
Ancien siège épiscopal durant l'Antiquité tardive, Phacusa est depuis 1885 un siège titulaire de l'Église catholique. 

## Situation géographique

### Dans les sources antiques
Ptolémée situe la ville de Phacusa au nord de la ville de Bubaste. Le géographe grec indique sa situation de capitale du nome arabique (qui correspond au nome de Soped) ; l'adjectif arabique désignant la partie de l'Égypte située entre la branche pélusiaque du Nil et la chaîne arabique.
La position de la ville est indiquée de manière vague par Étienne de Byzance qui la situe « entre l'Égypte et la mer Rouge ».
Strabon affirme que le canal qui joignait le Nil à la mer Rouge commençait à Phacusa.

### Dans les sources arabes et persanes
Les géographes arabes Qudama Ibn Jaafar, Ahmad al-Maqrîzî, Ibn Hawqal et Al-Maqdisi et les géographes persans Ibn Khordadbeh et Istakhri mentionnent l'existence de la ville.                        
Selon Jean-François Champollion, les géographes arabes placent Faqous dans le district de Tarabia, faisant lui-même partie du Hlauf oriental. Cette région comprenait toute la partie de la Basse-Égypte au sud de Fosthath, entre la branche bubastique, la montagne arabique et le désert de Syrie.                        

### Selon l'archéologie moderne
La ville était placée sur la rive orientale de la branche pélusiaque du Nil. Champollion affirme dans son ouvrage L'Égypte sous les Pharaons, publié en 1814, que ses ruines étaient visibles en aval de Bubaste. L'archéologue français rapporte également que le lieu de leur emplacement était appelé dans les environs « Tall-Faqous, la colline de Phakous, ou simplement Faqous ». Cet emplacement correspondrait à la ville égyptienne moderne du même nom. 
Une campagne de fouilles, menée en 1884 par l'égyptologue suisse Henri Édouard Naville sur place, a mis au jour les vestiges d'une ville antique sous ce village, dont plusieurs monuments du pharaon Nectanébo Ier et plusieurs naos.
Naville s'appuie sur une inscription hiéroglyphique retrouvée sur un sanctuaire au dieu Sopdou datant du pharaon Nectanébo II pour affirmer que la ville serait le chef-lieu du pays de Goshen, que la Bible désigne comme le lieu de résidence des Hébreux en Égypte. Phacusa, dont la deuxième syllabe, Kos, serait proche selon Naville de « Goshen » ou « Gessen », et étant de surcroît la capitale du 20e nome, correspondrait selon lui aux découvertes qu'il a effectuées sur place. Il note également que la mention par Strabon du commencement à Phacusa du canal des pharaons joignant la mer Rouge au Nil exclurait la localisation de la ville à l'emplacement de l'actuelle ville de Faqous, mais plaiderait en faveur du village de Saft el-Henneh. 
L'égyptologue britannique Alan Henderson Gardiner a cependant contesté la lecture du hiéroglyphe retrouvé par Naville, remettant ainsi en cause son approche toponymique. L'égyptologue français Emmanuel de Rougé a aussi exprimé des réserves sur cette théorie,.

## Histoire
L'histoire de la ville durant l'antiquité reste méconnue du fait de sa localisation incertaine. 
Ptolémée mentionne la ville comme étant la capitale du nome arabique, nom donné par les géographes gréco-latins au 20e nome. Celle-ci était reliée aux autres grandes villes de la région, Bubaste, Tanis, Péluse, Mendès et Thmuis, par la même branche du delta du Nil, la branche dite « pélusiaque ». Celle-ci offrait une voie de communication sûre pour le commerce.
Strabon et Étienne de Byzance considèrent Phacusa selon l'état où elle se trouvait de leur temps et lui donnent seulement le nom de village. Cette distinction pourrait indiquer un certain déclin de son importance au cours de l'Antiquité. À l'époque byzantine, Phacusa n'était plus qu'un bourg de second ordre, absent de la liste de Hiéroclès.
Une théorie présentée dans un mémoire publié par la Société royale et centrale d'agriculture en 1846 explique le déclin de la ville par celui de l'irrigation et par la disparition de la branche pélusiaque du Nil.
Phacusa demeurait toutefois suffisamment importante pour disposer d'un siège épiscopal durant l'ère chrétienne. Plusieurs listes coptes d'évêchés assimilent la ville d'Arabia, nouveau chef-lieu de la région, à Phacusa, ce qui indiquerait que les deux villes voisines ne formaient qu'un seul évêché dont le siège passa de l'un à l'autre.

## Toponymie

### Nom égyptien
Le nom de Phacusa (Phakos en égyptien) se décompose en deux syllabes courantes dans les noms de villes égyptiennes : Pha et Kōs.    
L'égyptologue Henri Édouard Naville, pour qui le village de Saft el-Henneh est l'emplacement de Phacusa, s'appuie sur les fouilles conduites sur ce site pour affirmer que la ville portait deux noms à l'époque pharaonique : Pa-Sopt (du dieu Soped, vénéré dans le 20e nome) et Pa-Kes,.
Cette dernière syllabe renverrait au nom de la région de Goshen ou Gesem, que la Bible mentionne comme le lieu de résidence des Hébreux en Égypte, dont il affirme avoir lu le nom sur une inscription hiéroglyphique trouvée sur le site. Sur le modèle de la ville de Soukkot, chef lieu de la région de Soukkot, le nom de Phakusa renverrait à la région sur laquelle s'exerçait son autorité de capitale régionale.    
Le nom du village moderne de Saft el-Henneh dériverait quant à lui de l'autre nom de la ville, Pa-Sopt. Cette transmission indiquerait cependant que les Coptes n'ont jamais donné le nom de Pa-Kes au site de Saft.    
La théorie d'Henri Édouard Naville a été remise en cause par l'égyptologue Alan Henderson Gardiner qui a exprimé son désaccord sur la lecture du hiéroglyphe retrouvé sur le site. De même, l'égyptologue Emmanuel de Rougé souligne que la ville de Faqous serait un site plus évident pour situer la ville dans une approche toponymique.    

### Nom grec
Chez les géographes grecs, la ville de Phacusa a porté plusieurs orthographes :
- Strabon la nomme Φάκκουσα
- Étienne de Byzance, Φάκουσσα
- Ptolémée, Φάκουσα

La dernière orthographe, qu'utilise aussi Jean-Baptiste Bourguignon d'Anville dans son Mémoire sur l'Égypte ancienne et moderne, serait selon Champollion la plus conforme à l'orthographe égyptienne et au nom de Faqous.
L'Anonyme de Ravenne écrit quant à lui Phaguse.

## Siège épiscopal

### Durant l'Antiquité
Durant l'Antiquité tardive, Phacusa était un ancien siège épiscopal de la province romaine d'Augustamnique Prima dans le diocèse civil d'Égypte. Elle faisait partie du patriarcat d'Alexandrie et était suffragante de l'archidiocèse de Péluse.
Le seul évêque de cet ancien diocèse dont le nom nous est parvenu est Moïse. Son nom apparaît dans la liste, transmise par Athanase d'Alexandrie, des évêques que Mélèce de Lycopolis envoya à l'archevêque Alexandre d'Alexandrie à la suite du concile de Nicée en 325,.
Parmi les quarante-huit évêques égyptiens qu'Athanase d'Alexandrie a amenés avec lui au concile de Tyr en 335, il y a aussi celui de Moïse ; la liste, rapportée par Athanase lui-même, ne mentionne cependant pas le siège d'appartenance des évêques. Si l'évêque Moïse présent dans cette liste est le même évêque mélétien de 325, on peut conclure qu'entre les deux conciles, l'évêque de Facuse s'était réconcilié avec Athanase revenant à l'orthodoxie. 
À la fin du IVe siècle, la pèlerine Egérie fit également une halte à Phacusa, dont le siège était occupé par un évêque moine. Égerie ne mentionne cependant pas son nom dans son récit.

### Siège titulaire de l'Église catholique
Depuis 1885, Phacusa compte parmi les sièges titulaires de l'Église catholique. 
Le titre d'évêque de Phacusa n'a pas été décerné depuis le décès en 1984 de son dernier titulaire, Mgr Francisco Xavier Elias Pedro Paulo Rey, ordinaire de Guajará-Mirim au Brésil.

### Liste des évêques de Phacusa

#### Évêques grecs
- Moïse : avant 325 - après 335  ?
- Anonyme : fin du IVe siècle.

#### Évêques titulaires
| Début           | Fin                 | Nat.                | Nom                                        | Fonction exercée                    |
| --------------- | ------------------- | ------------------- | ------------------------------------------ | ----------------------------------- |
| 20 mars 1885    | 24 septembre 1887 † | Empire ottoman      | Mgr Carlo Giuseppe Testa (gl)              | Évêque auxiliaire de Constantinople |
| 14 août 1888    | 3 mai 1890 †        | États-Unis          | Mgr Caspar Henry Borgess                   | Ancien évêque de Détroit            |
| 12 juin 1899    | 3 février 1900      | Pays-Bas            | Mgr Josephus Drehmanns (de)                | Évêque coadjuteur de Roermond       |
| 30 janvier 1908 | 23 avril 1936 †     | France              | Mgr Eugène-Marie-Joseph Allys              | Vicaire apostolique de Hué          |
| 7 juillet 1936  | 6 mars 1943 †       | République de Chine | Mgr Fabian Yu Teh Guen                     | Vicaire apostolique de Leshan       |
| 19 mai 1945     | 20 janvier 1984 †   | Brésil              | Mgr Francisco Xavier Elias Pedro Paulo Rey | Prélat de Guajará-Mirim             |